# Break the Floor
 (décembre 2017).

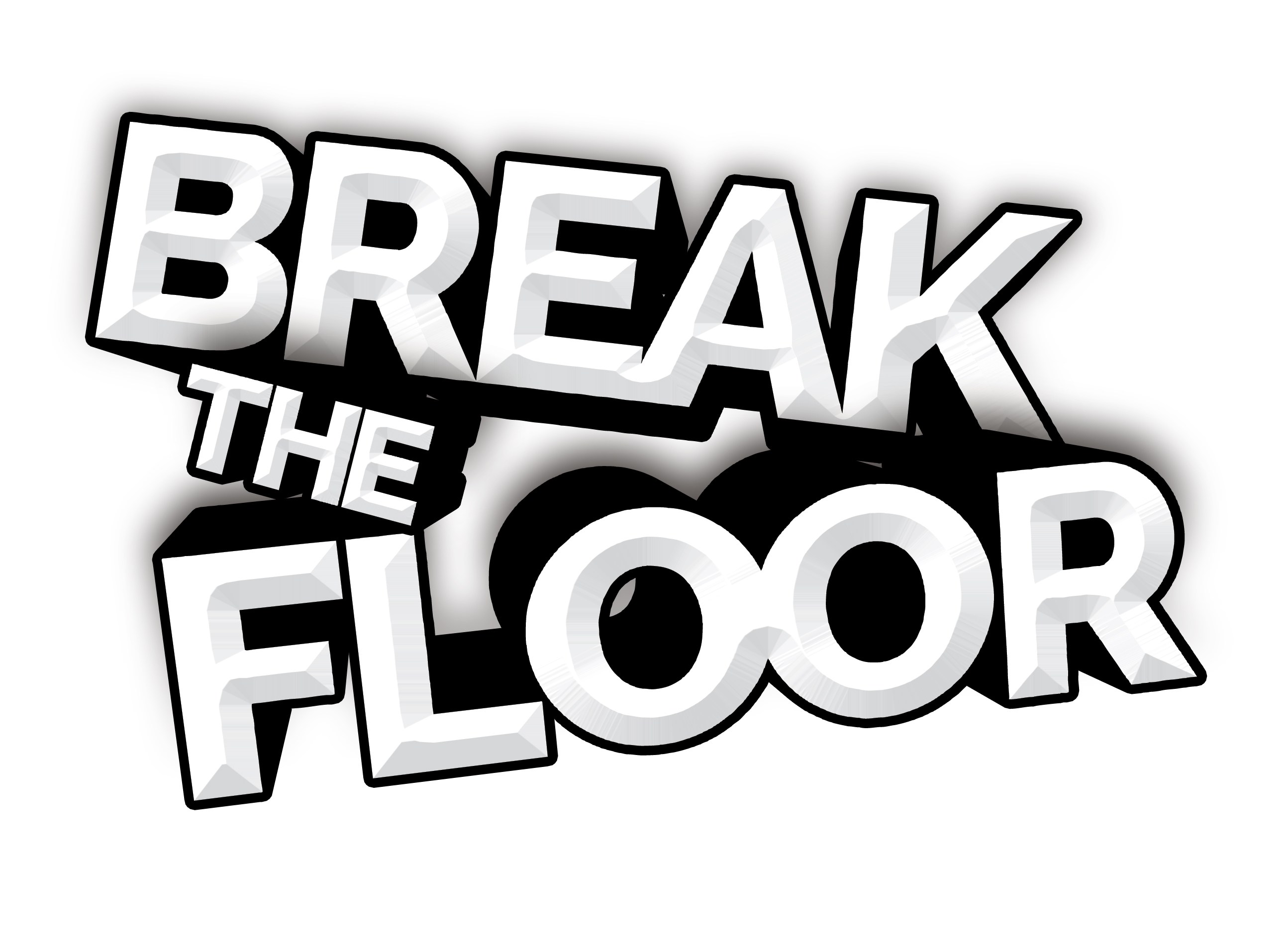
Logo Break The Floor https://www.breakthefloor.org/

Break The Floor est une compétition internationale de danse (breakdance / bboy’ing) qui a lieu tous les ans au Palais des Festivals et des Congès de Cannes.

## Vainqueurs de Break The Floor
- 2007 : body talk - France
- 2008 : silent trix - France
- 2009 : silent trix - France
- 2010 : phase T - France
- 2011 : Seven commandos (dream team internationale)
- 2012 : bboyworld team (dream team USA)
- 2013 : morning of owl - Corée du sud
- 2014 : morning of owl - Corée du sud
- 2015 : morning of owl - Corée du sud
- 2016 : Jinjo crew - Corée du sud
- 2017 : Jinjo crew - Corée du sud
- 2018 : Jinjo crew - Corée du sud
- 2019 : Found nation - Japon